# Daniela Campos
Daniela Maria Voets de Sousa Campos, nota semplicemente come Daniela Campos (Boliqueime, 31 marzo 2002), è una ciclista su strada e pistard portoghese che corre per il team Eneicat-CMTeam.

## Palmarès

### Strada
- 2019 (Juniores)

Campionati portoghesi, Prova in linea Junior
- 2021 (Bizkaia Durango, una vittoria)

Campionati portoghesi, Prova a cronometro Elite
- 2022 (Bizkaia Durango, due vittorie)

Campionati portoghesi, Prova a cronometro Elite
Campionati portoghesi, Prova in linea Elite
- 2024 (Eneicat-CMTeam, quattro vittorie)

4ª tappa Vuelta Ciclistica Internacional Femenina a Guatemala (Guatemala City > Guatemala City)
Campionati portoghesi, Prova a cronometro Elite
Campionati portoghesi, Prova in linea Elite
6ª tappa Vuelta a Colombia Femenina (Valledupar > Valledupar, cronometro)

#### Altri successi
- 2024 (Eneicat-CMTeam)

Classifica giovani Vuelta a Colombia Femenina

### Pista
- 2019 (Juniores)

Campionati portoghesi, Corsa a punti Junior
- 2020 (Juniores)

Campionati europei, Corsa a eliminazione Junior
- 2021

Troféu José Bento Pessoa, Omnium
- 2024

Troféu Internacional de Pista Artur Lopes, Corsa a punti

## Piazzamenti

### Grandi Giri
- Vuelta a España

2023: non partita (4ª tappa)
2024: 74ª

### Competizioni mondiali
- Campionati del mondo su strada

Yorkshire 2019 - Cronometro Junior: 33ª
Yorkshire 2019 - In linea Junior: 83ª
Fiandre 2021 - Cronometro Elite: 41ª
Fiandre 2021 - In linea Elite: 103ª
Glasgow 2023 - In linea Elite: ritirato
Zurigo 2024 - In linea Elite: ritirato
- Campionati del mondo su pista

Francoforte sull'Oder 2019 - Scratch Junior: 6ª
Francoforte sull'Oder 2019 - Omnium Junior: 13ª
Francoforte sull'Oder 2019 - Inseguimento individuale Junior: 25ª
Francoforte sull'Oder 2019 - Corsa a punti Junior: 4ª
Saint-Quentin-en-Yvelines 2022 - Corsa a eliminazione: 22ª
Saint-Quentin-en-Yvelines 2022 - Corsa a punti: 19ª
Glasgow 2023 - Corsa a punti: 8ª
Ballerup 2024 - Corsa a punti: 12ª
- Giochi olimpici

Parigi 2024 - In linea: 41ª

### Competizioni europee
- Campionati europei su strada

Alkmaar 2019 - Cronometro Junior: 26ª
Alkmaar 2019 - In linea Junior: ritirata
Plouay 2020 - Cronometro Junior: 9ª
Plouay 2020 - In linea Junior: 5ª
Anadia 2022 - Cronometro Under-23: 16ª
Anadia 2022 - In linea Under-23: 40ª
Drenthe 2023 - Cronometro Under-23: 16ª
Drenthe 2023 - In linea Under-23: 14ª
Limburgo 2024 - Cronometro Under-23: 17ª
Limburgo 2024 - In linea Under-23: 15ª
- Campionati europei su pista

Gand 2019 - Scratch Junior: 9ª
Gand 2019 - Corsa a eliminazione Junior: 7ª
Gand 2019 - Inseguimento individuale Junior: 11ª
Gand 2019 - Omnium Junior: 13ª
Gand 2019 - Corsa a punti Junior: 8ª
Fiorenzuola d'Arda 2020 - Scratch Junior: 7ª
Fiorenzuola d'Arda 2020 - Corsa a eliminazione Junior: vincitrice
Fiorenzuola d'Arda 2020 - Corsa a punti Junior: 2ª
Fiorenzuola d'Arda 2020 - Omnium Junior: 3ª
Grenchen 2021 - Scratch: 18ª
Grenchen 2021 - Corsa a punti: 9ª
Anadia 2022 - Scratch Under-23: 3ª
Anadia 2022 - Omnium Under-23: 10ª
Anadia 2022 - Americana Under-23: 10ª
Monaco di Baviera 2022 - Corsa a eliminazione: 16ª
Monaco di Baviera 2022 - Corsa a punti: 6ª
Anadia 2023 - Scratch Under-23: 10ª
Anadia 2023 - Omnium Under-23: 7ª
Apeldoorn 2024 - Corsa a punti: 14ª